# Balma de la Pinassa
La Balma de la Pinassa és una balma murada situada a Matadepera,  al Parc Natural de Sant Llorenç del Munt, a mig camí, entre els camins de la Senyora i de la Soleia, al capdamunt de la Canal Freda.
Es tracta d’una cavitat protegida amb un mur de pedra irregular collat amb morter que està orientada en direcció al nord, amb un pòrtic considerable de més de 32 metres, i amb una alçada màxima d’entre 7 i 9 metres A diferència de les cavitats situades al peu d'aquests dos antics camins, la balma de la Pinassa va passar desapercebuda durant molt temps a causa de les dificultats d'accés.
La Balma rep el seu nom d'una gran pinassa, Pinassa de la Balma de la Pinassa, situada davant seu i que, a un metre de terra, té 2,8 metres de perímetre i 0,89 metres de diàmetre.
Es té constància que veïns de Castellar del Vallès i de Sant Feliu del Racó s'hi amagaren durant la Guerra Civil. També fou coneguda pels carboners que carbonejaven justament a la canal. La situació de la cavitat no es va divulgar fins a l'any 60.
És dins del límit del Parc Natural de Sant Llorenç del Munt i l'Obac, creat el 1972. Des del 2000 també forma part de l'Inventari d'espais d'interès geològic de Catalunya (IEIGC) inventariat com espai d'interès geològic en el conjunt de la geozona Sant Llorenç del Munt i l'Obac, la qual forma part del parc natural majoritàriament.